# Saint-Sorlin-en-Bugey
Saint-Sorlin-en-Bugey là một xã ở tỉnh Ain, vùng Auvergne-Rhône-Alpes thuộc miền đông nước Pháp.